# Jeanne Louise Henriette Campan

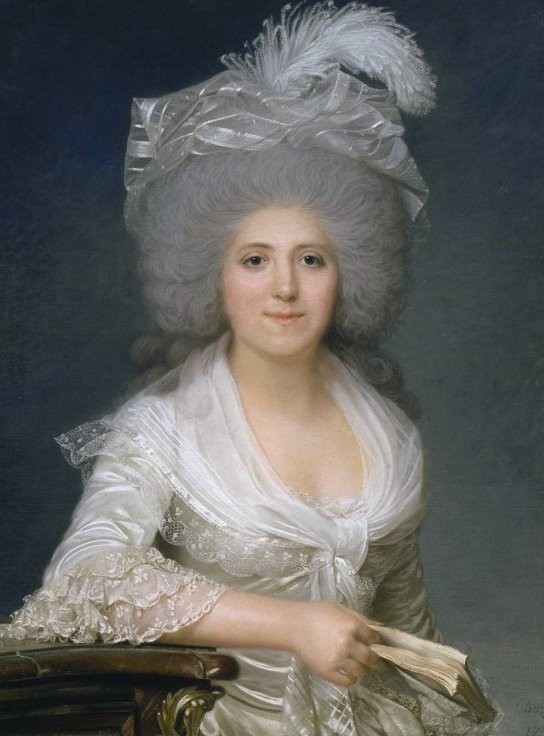
Jeanne Louise Henriette Campan; Gemälde Joseph Bozes von 1786

Jeanne Louise Henriette Campan, geborene Genet (* 2. Oktober 1752 in Paris; † 16. März 1822 in Mantes-la-Jolie), war die erste Kammerfrau (französisch première femme de chambre) Marie-Antoinettes.

## Leben
Sie war die Tochter von Edme-Jacques Genet, einem hochrangigen Dolmetscher im königlichen Außenbüro. Im Alter von fünfzehn Jahren konnte sie fließend Französisch, Englisch und Italienisch sprechen. Sie wurde zur Vorleserin der drei Töchter von Ludwig XV. Wenige Jahre später wurde sie die engste Vertraute von Marie-Antoinette, als diese nach Versailles kam. Sie heiratete 1774 den Sohn eines Kabinettssekretärs, Pierre Dominique François Berthollet, genannt Campan. Ein Sohn wurde 1784 geboren; die unglückliche Ehe wurde 1790 geschieden.
Während des Tuileriensturms am 10. August 1792 beschützte sie Marie-Antoinette vor dem Volkszorn und wurde darum von der gefangenen Königin getrennt und verließ Paris. Nach dem Sturz Robespierres kehrte sie nach Paris zurück und gründete zur Finanzierung ihres Lebensunterhaltes eine Schule in Saint-Germain-en-Laye, die u. a. von Napoleons Stieftochter Hortense de Beauharnais sowie der Tochter des damaligen US-amerikanischen Gesandten James Monroe besucht wurde. Auf die Fürsprache von Hortense hin wurde Campan von Napoleon 1807 zur Leiterin der Internatsschule in Écouen berufen, welche für Töchter von Mitgliedern der Ehrenlegion vorgesehen war.
1823 erschienen ihre berühmten Memoiren Mémoires sur la vie privée de Marie-Antoinette, suivis de souvenirs et anecdotes historiques sur les règnes de Louis XIV, de Louis XV et de Louis XVI, die einen aufschlussreichen Einblick in das Leben des französischen Adels vor der Revolution, insbesondere zur Halsbandaffäre, geben. Ebenfalls veröffentlicht wurden höfische Anekdoten; Porträts europäischer Persönlichkeiten (darunter Zar Alexander I., Robespierre und Napoleon); und ihr Briefwechsel mit Königin Hortense.

## Werke
- Das kurze und verschwenderische Glück der Königin Marie Antoinette : Die Aufzeichnungen ihrer Kammerfrau Henriette Campan, hrsg. von Hans Pleschinski, München : C.H.Beck, 2025, ISBN 978-3-406-83715-9
- Mémoires de Madame Campan : première femme de chambre de Marie-Antoinette, éd. prés. par Jean Chalon, Paris : Ramsay, 1979, ISBN 2-85956-095-5